# 砥平駅
座標: 北緯37度28分55.98秒 東経127度35分40.46秒 / 北緯37.4822167度 東経127.5945722度
砥平駅（チピョンえき）は大韓民国京畿道楊平郡砥平面にある、韓国鉄道公社（KORAIL）の駅。
乗り入れている路線は、線路名称上は中央線1路線のみであるが、当駅に停車するKTXやITX-セマウルやムグンファ号が他路線に直通したり、広域電鉄の京義・中央線電車が乗り入れている。京義・中央線の駅番号は「K138」であり、ソウル方面からの運行は当駅までである。

## 歴史
- 1940年4月1日 - 朝鮮総督府鉄道（当時）の普通駅として開業[1]。
- 1950年6月30日 - 朝鮮戦争の戦災により駅舎が焼失する。
- 1959年2月1日 - 旧駅舎新築。
- 2005年1月1日 - 鉄道庁の改組により韓国鉄道公社(KORAIL)の駅となる。
- 2008年
  - 11月10日 - 新駅舎へ移転。
  - 11月13日 - 旧駅舎撤去。
- 2009年12月 - 当駅までの複線化完了。
- 2012年
  - 9月25日 - 龍門駅 - 原州駅間の新線開通により新駅舎を供用開始。
  - 12月1日 - 貨物取り扱い中止[2]
- 2017年1月21日 -首都圏電鉄京義・中央線が隣駅の龍門から当駅まで延伸開通。1日4往復のみ運行。

## 駅構造
島式ホーム2面4線の地上駅。駅舎は1階に信号制御駐在とTMO、機械室などが、2階にコンコースなどの旅客施設と駅事務室、施設駐在がある。

### のりば
| 1 | 中央線 | ムグンファ号、ITX-セマウル | 未使用                                        |
| 2 | 中央線 | ムグンファ号、ITX-セマウル | 原州・堤川・安東・東海方面                    |
| 3 | 中央線 | ムグンファ号、ITX-セマウル | 龍門・楊平・徳沼・清凉里方面                  |
| 4 | 中央線 | ムグンファ号、ITX-セマウル | 未使用                                        |
| 4 | 中央線 | 京義・中央線               | 当駅到着 & 龍門・徳沼・清凉里・龍山・文山方面 |

## 利用状況

### 旅客
2012年11月現在、1日13往復が客扱停車している。砥平面の中心地ではあるものの、そもそも面全体の人口が6000人ほどと少ない上、同じく砥平面にある日新駅へ利用客が分散され利用客は1日50∼60人ぐらいに留まっている。

### 貨物
近所の軍部隊の車両、装備などを扱っており、こちらが主な収入になっている。兵力と貨物を同時に輸送する場合がよくあり、混合列車もしばしば運行される。

## 駅周辺
朝鮮戦争の主な戦闘の一つである砥平里戦闘が行われた地域だけあって、軍部隊が多数駐屯している。また砥平面（日本の村に相当）の中心地でもある。
- 砥平里戦闘（朝鮮語版）戦跡碑
- 砥平郵便局
- 砥平高等学校（朝鮮語版）
- 砥平中学校（朝鮮語版）
- 砥平初等学校（朝鮮語版）
- 砥平面役所
- 砥平郷校（朝鮮語版）
- 7913部隊

## 隣の駅
韓国鉄道公社
中央線
ITX-セマウル、ムグンファ号
龍門駅 - 砥平駅 - 石仏駅
 京義・中央線
龍山急行・中央急行・緩行
龍門駅(K137) - 砥平駅(K138)